# Eduard Klerner
Eduard Klerner (ur. 1912, zm. ?) – zbrodniarz nazistowski, członek załogi niemieckiego obozu koncentracyjnego Mauthausen-Gusen i SS-Unterscharführer.
Z zawodu urzędnik handlowy. Od 30 stycznia 1940 do 1 lutego 1945 pełnił służbę w obozie Mauthausen, między innymi jako członek obozowego gestapo. Został osądzony w procesie załogi Mauthausen-Gusen (US vs. Eduard Klerner i inni) i skazany na karę 5 lat pozbawienia wolności za bicie więźniów podczas przesłuchiwań. Oskarżony przyznał się do winy.